# 海老原遥
海老原 遙（えびはら はるか、男性、1933年6月10日 - 2018年8月9日）は、日本の教育学者、熊本大学名誉教授。

## 来歴
鹿児島県鹿児島市生まれ。東京大学教育学部卒、1966年同大学院博士課程満期退学。ロンドン大学客員研究員、鹿児島県立短期大学助教授、熊本大学教養部教授、1992年「教育と労働の結合にかんする思想史的考察-クループスカヤ「国民教育と民主主義」の読解試論」で東大教育学博士、1994年「帝制ロシアにおける教育政策の歴史的展開-ピョートル一世からアレクサンドル一世まで」で立正大学文学博士、1997年定年、名誉教授。叙正四位、瑞宝中綬章追贈。

## 著書
- クループスカヤ『国民教育と民主主義』入門 明治図書出版、1989.2. 教育学古典解説叢書
- 教育と労働 いまクループスカヤを読む 新読書社、1995.5.
- 帝制ロシア教育政策史研究 風間書房、1997.12.

- 現代に生きる教育思想 第6巻 ロシア・ソビエト 川野辺敏共編 ぎょうせい、1981.8-1982.3.

## 翻訳
- ロシヤ教育思想史入門 ソビエト教育学の一源流 ゴンチャロフ 明治図書出版、1966.
- ウシンスキー教育学全集. 第6 教育学の基礎 柴田義松、菅原徹共訳 明治図書出版, 1967.
- クルプスカヤ その生涯と思想 レヴィドワ,パブロツカヤ共著 明治図書出版、1969.
- ロシヤ国民教育論 トルストイ 明治図書出版、1969. 世界教育学選集
- クルプスカヤ選集 7 国民教育と民主主義 五十嵐顕、飯野節夫共訳.明治図書出版、1976.
- ソビエトの学校 トミアク 大柴衛共訳. 明治図書出版、1976. シリーズ・世界の教育改革
- 集団主義と個人の教育 マカレンコ著 クマリン編 橋迫和幸共訳. 新読書社、1977.8.
- 革命的民主主義教育論 1 ベリンスキー、チェルヌィシェフスキー 小沢政雄共訳 明治図書出版 1978.10 世界教育学選集
- 革命的民主主義教育論 2 ドブロリューボフ、ゲルツェン 福田誠治共訳 明治図書出版 1980.4. 世界教育学選集
- ソビエト・比較教育学 社会体制と教育改革 ソコロワ他 明治図書出版、1980.10. 海外名著選
- ロシア革命の教育思想 クループスカヤ 他 訳著. 明治図書出版、1984.5. 世界新教育運動選書

## 参考
- 「教育と労働」著者紹介